# Алло, алло!
«Алло, алло!» (англ. 'Allo 'Allo!) — британская ситуационная комедия (комедия положений), транслировалась первым телеканалом Би-Би-Си – BBC One, с 1982 по 1992 год. Сериал был благоприятно принят критиками и приобрёл множество поклонников по всему миру. Основная сюжетная линия комедии сконцентрирована на жизни Рене Артуа, владельца небольшого кафе во Франции, во время Второй мировой войны. Он пытается поддерживать нормальную жизнь, но оказывается втянут в дела французского сопротивления, немецких офицеров и гестапо. «Алло, алло!» пародировала военные фильмы и телесериалы, которые драматизировали борьбу Движения Сопротивления.
Несмотря на относительно небольшой рейтинг в США, «Алло, алло!» стал наиболее продаваемой британской комедией по всему миру в своё время (был продан в 56 стран). К концу своего производства в 1992 году он был куплен каналом в Германии. В 1986 году  была представлена сценическая версия в театре "London Palladium" с актёрами телесериала.
В России телесериал транслировался каналом СТС.

## Сюжет
Главный герой сериала Рене Артуа — хозяин кафе в коммуне Нувьон на севере Франции. Немецкий полковник Фон Штром – военный комендант города, находится в хороших отношениях с Рене, и использует его кафе для сокрытия краденной картины «Мадонна с большим бюстом», которую собирается продать после войны. За картиной также охотится начальник местного отделения гестапо герр Отто Флик, желающий выслужиться перед Гитлером. Кафе используется французским сопротивлением для различных целей (сокрытия британских лётчиков, связи с Великобританией). В это же время Рене пытается скрывать свои любовные связи с официантками кафе от жены.

## Персонажи
В телесериале большое количество персонажей, каждый из которых обладает уникальным характером, популярными фразами.
Французы:
- Рене Франсуа Артуа (англ. René François Artois, Горден Кей — главный персонаж телесериала. Местный хозяин кафе, который старается сохранять нейтралитет между немцами и французами.
- Эдит Мельба Артуа, при рождении Ла-Фан (англ. Edith Melba Artois, Кармен Сильвера[англ.]) — жена Рене, постоянно поёт в кафе, не имея ни голоса, ни слуха – чем приносит заведению только убытки. Постоянно сильно раздражает мужа.
- Мадам Фанни Ла-Фан (англ. Madame Fanny La Fan, Роуз Хилл[англ.]) — мать Эдит и тёща Рене. Под её кроватью в ночном горшке скрывается секретный передатчик.
- Мими Лабонк (англ. Mimi Labonq, Сью Ходж[англ.]) — официантка в кафе, любовница Рене, «принимает» немецких офицеров в своей комнате.
- Иветт Карт-Бланш (англ. Yvette Carte-Blanche, Вики Мишель[англ.]) — официантка в кафе, любовница Рене, «принимает» немецких офицеров в своей комнате.
- Мария Рекамье (англ. Maria Recamier, Франческа Гоншоу[англ.]) — официантка в кафе, любовница Рене, «принимает» немецких офицеров в своей комнате.
- Мишель «из Сопротивления» Дюбуа (англ. Michelle Dubois, Кирстен Кук[англ.]) — представитель голлистского крыла французского Сопротивления. Постоянно конфликтует с маки – коммунистическим подпольем. Известная фраза: «Listen very carefully, I shall say zis only once» (слушайте внимательно, я скажу это только один раз), после которой её часто переспрашивают.
- Месье Рожер ЛеКлер (англ. Monsieur Roger LeClerc, Джек Хеиг[англ.]) — пожилой пианист, вор, бывший любовник тёщи Рене. Он также подделывает документы. Когда он неумело маскируется под кого-нибудь, он отводит Рене в сторону и сообщает: "Pss! It is I, LeClerc!" ("Псс! Это я, ЛеКлер!"), хотя в этом нет необходимости.
- Месье Альфонс (англ. Monsieur Alfonse, Кеннет Коннор[англ.]) — гробовщик, поклонник Эдит и борец Сопротивления.

Немцы:
- Полковник фон Штром (англ. Colonel Kurt von Strohm, Ричард Марнер – псевдоним Александра Молчанова) – комендант города, конфидент Рене в деле сохранения «Мадонны с большим бюстом» на «послевоенную зиму».
- Капитан Ханс Геринг (англ. Captain Hans Geering Сэм Келли[англ.]) — заместитель фон Штрома.
- Герр Отто Флик (англ. Herr Otto Flick, Ричард Гибсон[англ.]) – начальник местного гестапо.
- Рядовая Хельга Гирхарт (англ. Private Helga Geerhart, Ким Хартман[англ.]) — информатор герра Флика и секретарь полковника фон Штрома.
- Лейтенант Хуберт Грубер (англ. Lieutenant Hubert Gruber, Гай Синер[англ.]) — мягкосердечный немецкий лейтенант, который влюблён в Рене.

Англичане:
- Офицер Крабтри (англ. Officer Crabtree, Артур Бостром[англ.]) – английский шпион под прикрытием. Изображает французского полицейского. Искренне уверен, что умеет говорить по-французски.
- Английские авиаторы – двое членов экипажа сбитого британского бомбардировщика, которых Рене прячет в своём кафе.

## Особенности сериала
Различные языки в «Алло, алло!» передаются разными акцентами английского. Французы говорят на английском с сильным французским акцентом, англичане на английском с классическим выговором. Ломанный французский англичан преподносится как множество ошибок в произношении, например, офицер Крабтри стандартно приветствует собравшихся пожеланием «доброго оплакивания» – «Good Moaning» вместо «Good morning», — причём, вне зависимости от времени суток. В сериале показаны множество национальных стереотипов.
В начале каждого эпизода Рене обращается к зрителю, рассказывая, что происходило раньше. Этот ход не только позволяет напоминать, о предыдущих сериях, но и показывает, что Рене является единственным персонажем, который осознаёт нелепость происходящего.